# Eucremastus inexspectatus
Eucremastus inexspectatus är en stekelart som beskrevs av Narolsky 1990. Eucremastus inexspectatus ingår i släktet Eucremastus och familjen brokparasitsteklar. Inga underarter finns listade i Catalogue of Life.